# Marcă înregistrată

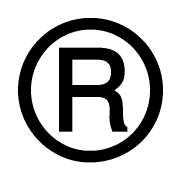
Simbolul prin care se înțelege o marcă înregistrată

Marca înregistrată sau marca comercială, (în limba engleză Trademark, sau Trade mark), identificată prin simbolul ®, reprezintă un însemn distinctiv utilizat de un individ, organizație comercială sau altă persoană juridică pentru a identifica un produs sau serviciu în fața potențialilor consumatori, și pentru a arăta că toate produsele ce o poartă provin dintr-o sursă unică, pentru a face distincția între produsele sau serviciile proprii și cele ale altor entități. O marcă comercială este o formă de proprietate intelectuală, de regulă un nume, un cuvânt, o frază, un logo, un simbol, o imagine, sau o combinație a acestor elemente.
Proprietarul unei mărci înregistrate poate iniția proces pentru a preveni utilizarea neautorizată a mărcii pe care o deține. Înregistrarea unei mărci nu este întotdeauna obligatorie. Proprietarul unei mărci neînregistrate poate și el să inițieze proces, dar o marcă neînregistrată poate fi protejată doar în aria geografică în care este folosită sau în regiuni în care ar fi de așteptat să se extindă.

## Cele mai vechi mărci comerciale utilizate
Zildjian, o companie producătoare de instrumente de percuție, deține cea mai veche marcă înregistrată folosită continuu până în ziua de azi în SUA. În primii două sute de ani, marca a fost utilizată în Turcia, familia mutându-se ulterior în SUA. Sticlarii venețieni au utilizat o marcă comercială de multă vreme. În diverse tratate, se spune că fierarii care fabricau săbii din Imperiul Roman au fost primii utilizatori de mărci comerciale. Alte mărci comerciale utilizate vreme îndelungată sunt Löwenbräu, deținătorii căreia spun că este folosită din 1383, și Stella Artois din 1366.
Înregistrarea mărcilor se face la diferite oficii guvernamentale de înregistrare. Cele mai vechi mărci înregistrate în diverse țări au fost:
- În Australia: 1905 – un logo cu un brad, utilizat de Fisons plc. pentru substanțe chimice.
- În Hong Kong: 1874 – Marca Nestle cu un vultur pentru lapte condensat.
- În Japonia: 1884 – o persoană așezată, marcă înregistrată pentru medicamente.
- În Regatul Unit: 1876 – Triunghiul roșu al fabricii de bere Bass a fost prima marcă înregistrată conform legii înregistrării mărcilor din 1875.[2]
- În SUA: 1870 – un vultur, marcă utilizată pentru vopselurile Averill Paints, nefolosită în prezent.[3]

## Simboluri
În SUA, simbolurile ™ (pentru marcă neînregistrată) și ® (pentru mărcile înregistrate) reprezintă statutul legal al unei mărci și nivelul de protecție. Simbolul ™ poate fi utilizat cu orice marcă, iar ® se poate utiliza doar de către proprietarul unei mărci înregistrate oficial. Simbolul se aplică imediat în dreapta și deasupra mărcii.

## În România
Deși o lege pentru protecția mărcilor fusese adoptată încă din 1879, prima marcă românească brevetată a apărut de abia pe 13 februarie 1913, potrivit arhivelor Oficiului de Stat pentru Invenții și Mărci (OSIM).
În 1913 au fost înregistrate medicamentul Nevrosal și apa minerală Bușteni.

## În U.E.

### Marcă comunitară
Marca comunitară este o marcă înregistrată valabilă pe întreg teritoriul Uniunea Europeană timp de 10 ani , în fiecare țară din statele membre ale Uniunea Europeană. Acesta este administrată de OHIM (Office for Harmonization in the Internal Market) care a fost introdus în 1996. 
Spre deosebire de o înregistrare de marcă națională, în România, la OSIM (Oficiul de Stat pentru Invenții și Mărci), Marca Comunitară funcționează ca un sistem cu o singura aplicare. Marca Comunitară nu anulează înregistrarea unei mărci la nivel național, ele pot funcționa în paralel fără să se influențeze una pe cealaltă. O marcă înregistrată la OSIM este valabilă doar pentru teritoriul țării.

### Validitate și protecție
O marcă comunitară este valabilă în țările membre ale Uniunii Europene: Austria, Belgia, Bulgaria, Cipru, Republica Cehă, Estonia, Finlanda, Franța, Germania, Grecia, Irlanda, Italia, Letonia, Lituania, Luxembourg, Malta, Olanda, Polonia, Portugalia, România, Slovacia, Slovenia, Spania, Suedia, Ungaria și Regatul Unit.
Proprietarul mărcii comunitare are drepturi exclusive asupra mărcii sale și împiedică utilizarea acesteia de alte părți. 
O marcă comunitară este valabilă timp de 10 ani din momentul în care a fost înregistrată și poate fi reînnoită pentru perioade de câte 10 ani pe termen nelimitat. Reînregistrarea mărcii se poate face cu cel mult 6 luni înainte ca aceasta să nu mai fie valabilă.
Înainte ca o marcă comunitară să fie acceptată și înregistrată aceasta trebuie verificată în tot sistemul pentru fiecare țară în parte. În cazul în care într-una din țările membre există o marcă înregistrată identică sau similară, cererea va fi respinsă și pentru toate celelalte țări membre. Dacă există cereri de respingere pentru o anumită marca, aceasta va fi respinsă în toate statele membre, sistemul Mărcii Comunitare funcționează unitar. 
Dificultăți pentru înregistrarea unei mărci pot să apară în momentul în care două mărci similare sunt in curs de negociere pentru obținerea mărcii comunitare.

### Marca Comunitară și Protocolul de la Madrid
Asemănător Mărcii Comunitare există protocolul de la Madrid. Prin intermediul acestuia se pot înregistra mărci care să fie valabile în toate statele care participă la acest protocol. Sunt 89 de state membre de pe tot globul.
Diferența principală dintre cele două este că pentru a avea o marcă înregistrată la nivel internațional care sa fie valabilă în țările semnatare ale Protocolului de la Madrid trebuie să ai mai întâi marca înregistrată și activă la nivel național, abia apoi poți aplica și pentru o marcă înregistrată la nivel internațional.